# Ibalizumab
Ibalizumab (INN) ist der erste humanisierte monoklonale Antikörper zur Behandlung von HIV-Infektionen. Er wurde 2018 von der FDA in den USA und 2019 in der EU unter dem Namen Trogarzo zugelassen für die Kombinationstherapie multiresistenter HIV-Infektionen.
Da der G-BA keinen Zusatznutzen bescheinigt hatte und die Preisverhandlungen mit dem GKV-Spitzenverband zum Erliegen kamen, vertreibt der Hersteller Theratechnologies Ibalizumab nur noch in den USA. Im Januar 2023 folgte auf Antrag von Theratechnologies die Rücknahme der EU-Zulassung. Es besteht aber in Ausnahmefällen gemäß § 73 AMG die Möglichkeit eines Einzelimportes.

## Eigenschaften
Die Substanz ist ein Immunglobulin G vom Isotyp 4 (IgG4) und besteht aus zwei schweren γ-Ketten und zwei leichten κ-Ketten, die durch mehrere Disulfidbindungen stabilisiert sind. Die konstante Region der schweren Kette ist mit einer einzelnen N-verknüpften Oligosaccharidkette glykosyliert. Ibalizumab wird mittels rekombinanter DNA-Technologie in NS0-Zellen – einer Zelllinie aus nicht sezernierenden Maus-Myelomzellen – produziert. Die Molmasse beträgt ca. 150 kDa.
Ibalizumab blockiert den CD4-Rezeptor. Dadurch wird die Virusübertragung von Zelle zu Zelle per Zellfusion und in Folge die Infektion der CD4+-T-Zellen durch das humane Immundefizienz-Virus (HIV-1) verhindert.

## Anwendungsgebiet
Angewendet wird Ibalizumab zur Behandlung einer HIV-1-Infektion, die zuvor auf eine Reihe von anderen HIV-Behandlungen nicht angesprochen hat. Dazu wird es mit weiteren antiretroviralen Arzneimitteln kombiniert. Ibalizumab wird intravenös infundiert.
Wirksamkeit und Sicherheit wurden in zwei multizentrischen klinischen Studie an Patienten untersucht, bei denen vorangegangene antiretrovirale Medikationen versagt hatten (Studie TMB-301 mit 40 Patienten, einarmig, primärer Endpunkt: Anteil der Patienten, die von Beginn bis Ende der Phase mit funktioneller Monotherapie eine Verringerung der Viruslast von mindestens 0,5 log10 erreichten; Studie TNX-355.03 mit 82 Patienten: dreiarmig, randomisiert, doppelblind, placebokontrolliert).

## Anwendungsbeschränkungen und Nebenwirkungen
Bei Überempfindlichkeit darf das Mittel nicht gegeben werden. Zur Anwendung bei Schwangeren liegen keine klinischen Daten vor, jedoch ist humanes Immunglobulin (IgG) bekanntermaßen plazentagängig, so dass die Anwendung während der Schwangerschaft nicht empfohlen wird.
Die am häufigsten beobachteten Nebenwirkungen waren Ausschlag (9,2 %), Durchfall (3,9 %), Schwindelgefühl (3,9 %), Kopfschmerzen (3,9 %), Übelkeit (3,9 %), Ermüdung (2,0 %) und Erbrechen (2,0 %).